# Jiří Hejda
Jiří Hejda (25. února 1895 Praha – 25. dubna 1985 Praha) byl český spisovatel a publicista, československý politik a národohospodář, účastník protinacistického odboje.
V obnoveném Československu se stal významným představitelem Československé strany národně socialistické. Byl členem Ústřední plánovací komise, která připravovala plán dvouletky pro léta 1947–1948. Po únorovém převratu byl zařazen do politického procesu s Miladou Horákovou a spol. a v roce 1950 odsouzen na doživotí (podmíněně propuštěn byl v roce 1962).

## Novinář a odbojář
Začal studovat práva, narukoval do první světové války a poté dokončil studium práv. Měl manželku Luisu, dcery Jitku, Šárku a syna Neklana. S Peroutkovou revue Přítomnost spolupracoval od roku 1926, přičemž se staral o rubriky „Národní hospodářství“ a „Aktuální otázky“. V roce 1929 ve svém článku jako první předpověděl příchod hospodářské deprese do Československa. V letech 1928–30 psal o národohospodářství do Lidových novin. Léta 1930–35 strávil v redakci Českého slova. V roce 1937 se stal generálním tajemníkem podniku ČKD. Krátce před německou okupací odešel z vedoucí funkce ČKD a založil vlastní továrnu na kuchyňská zařízení. Za německé okupace se zapojil se do protinacistického odboje v organizacích Politické ústředí a Ústřední vedení odboje domácího (ÚVOD).

## Poválečná kariéra a uvěznění
V obnoveném Československu se stal významným představitelem Československé strany národně socialistické. Byl členem Ústřední plánovací komise, která připravovala plán dvouletky. Za ČSNS ho v komisi doplňovali ještě ekonom Emanuel Šlechta a stavebník Štěpán Ješ. Nadále se také věnoval publicistice pro noviny Svobodné slovo a týdeník Dnešek.
Po převratu v únoru 1948 byl vyloučen ze Svazu spisovatelů, přičemž i sama ČSNS byla zbavena svých demokraticky orientovaných představitelů a „obrozena“ jako tzv. Československá strana socialistická. Společně se s řadou bývalých funkcionářů ČSNS, v druhé polovině roku 1948 a v ilegalitě, podílel na tvorbě národněsocialistického programu. Mimo jiné pracoval na koncepci hospodářské politiky po změně režimu, přičemž u znárodněných podniků byl pro jejich přeměnu na akciové společnosti s účastí soukromého kapitálu. „Politická šestka“, což byla jedna z nejdůležitějších skupin národněsocialistické ilegality (ve složení Milada Horáková, Josef Nestával, Josef Čupera, František Račanský, František Dlouhý a Karel Šobr), se ale s jeho programem neztotožnila.
V roce 1949 byl zatčen a zařazen do politického procesu s Miladou Horákovou a spol. Výrobci procesu mu přisoudili roli „hospodářského ideologa Direktoria“, přičemž měla být propagandisticky využita i jeho minulost podnikatele a odpor vůči znárodňování. Proces začal v soudní budově v Praze-Pankráci dne 31. května 1950, v tomto procesu byl odsouzen na doživotí. Původně však pro něj také byl určen trest smrti a nad změnou trestu na doživotí se v písemném hodnocení procesu pozastavovali jak prokurátorka Ludmila Brožová-Polednová, tak soudce z lidu František Doušek. Vězněn byl ve věznicích Pankrác, Mírov, Leopoldov (v letech 1951–1959), Ilava a Valdice.
Žádost manželky Luisy Hejdové k Nejvyššímu soudu o milost a zmírnění trestu byla 21. ledna 1954 zamítnuta. Z vězení byl podmínečně propuštěn v roce 1962.

## Po propuštění
Po propuštění napsal román Útěk, který byl v roce 1969 vydán nakladatelstvím Melantrich, ale během normalizace byl stahován z prodeje. Hejdova autobiografie Žil jsem zbytečně mohla být vydána až po Sametové revoluci. Zemřel 25. dubna 1985 v Praze.

## Dílo
- Hospodářská funkce akciové společnosti (1930)
- Problémy světové hospodářské krize (1933)
- V zemi hákového kříže (1934)
- Útěk (román, 1969)
- Žil jsem zbytečně (autobiografie, 1991)
- Sonety zpívané šeptem ve stínu šibenice (1993)